# STS-110
STS-110 (Abkürzung für englisch Space Transportation System 110) ist die Missionsbezeichnung für einen Flug des US-amerikanischen Space Shuttles Atlantis (OV-104) der NASA. Der Start erfolgte am 8. April 2002. Es war die 109. Space-Shuttle-Mission, der 25. Flug der Raumfähre Atlantis und der 13. Flug eines Shuttles zur Internationalen Raumstation (ISS).

## Mannschaft
- Michael Bloomfield (3. Raumflug), Kommandant
- Stephen Frick (1. Raumflug), Pilot
- Jerry Ross (7. Raumflug), Missionsspezialist
- Steven Smith (4. Raumflug), Missionsspezialist
- Ellen Ochoa (4. Raumflug), Missionsspezialistin
- Lee Morin (1. Raumflug), Missionsspezialist
- Rex Walheim (1. Raumflug), Missionsspezialist

Ross war der erste Raumfahrer, der sieben Weltraumflüge absolvierte.

## Missionsüberblick
Die Atlantis lieferte das erste Segment der zentralen Gitterstruktur der Internationalen Raumstation (ISS). Das S0-Element mit einer Masse von zwölf Tonnen ist 13,4 Meter lang und 4,6 Meter breit. Außerdem wurde der Schienenwagen zur ISS gebracht. Der als Mobile Transporter bezeichnete Schlitten nutzt das auf den Gitterelementen verlegte Schienensystem.
Insgesamt wurden vier Ausstiege durchgeführt während die Atlantis mit der Raumstation verbunden war.

## Missionsverlauf
Nach dem wegen eines Lecks in einer Treibstoffleitung und einer kleinen Computerpanne um 4 Tage verspäteten Start verlief der Flug zur Internationalen Raumstation planmäßig. Nach mehreren Bahnkorrekturen koppelte die Atlantis am 10. April, gegen 18.05 Uhr am Forschungsmodul Destiny an. 
Am folgenden Tag wurde das 13,5 t schwere Gitterstrukturelement S0 (Starboard Zero) aus der Ladebucht des Shuttle gehoben und zur Station transportiert. Hier wurde es zunächst an zwei Montagestreben befestigt. Dabei arbeiteten Smith und Walheim insgesamt 7 Stunden und 48 Minuten außenbords, um nach der mechanischen Installation eine Vielzahl von Kabeln zwischen S0 und dem Labormodul Destiny zu installieren. Die Kabel versorgen die einzelnen Komponenten der Gitterstruktur mit Energie und Daten. Außerdem wurden Kühlmittelleitungen gezogen. Schließlich wurde ein Versorgungssystem für den mobilen Transporter angeschlossen. Der mobile Transporter ist ein elektrisch angetriebener Schlitten, der auf Schienen entlang der gesamten Gitterstruktur operieren kann. Während der Außenbordarbeiten steuerte Ellen Ochoa unterstützt von Daniel Wheeler Bursch den Manipulatorarm der Station. Frick und Morin lieferten mit einer Kamera am Manipulator des Shuttle zusätzliche Videobilder, während Ross von der Atlantis aus und Walz an Bord der Station die gesamten Arbeiten koordinierten und überwachten. Bereits kurz nach dem Wiedereinstieg der beiden Außenbordarbeiter wurden die Systeme der Plattform aktiviert. Dazu gehören neben Energie- und Kühlsystemen auch Navigationseinrichtungen und Sensoren (Messung von Positionsveränderungen).

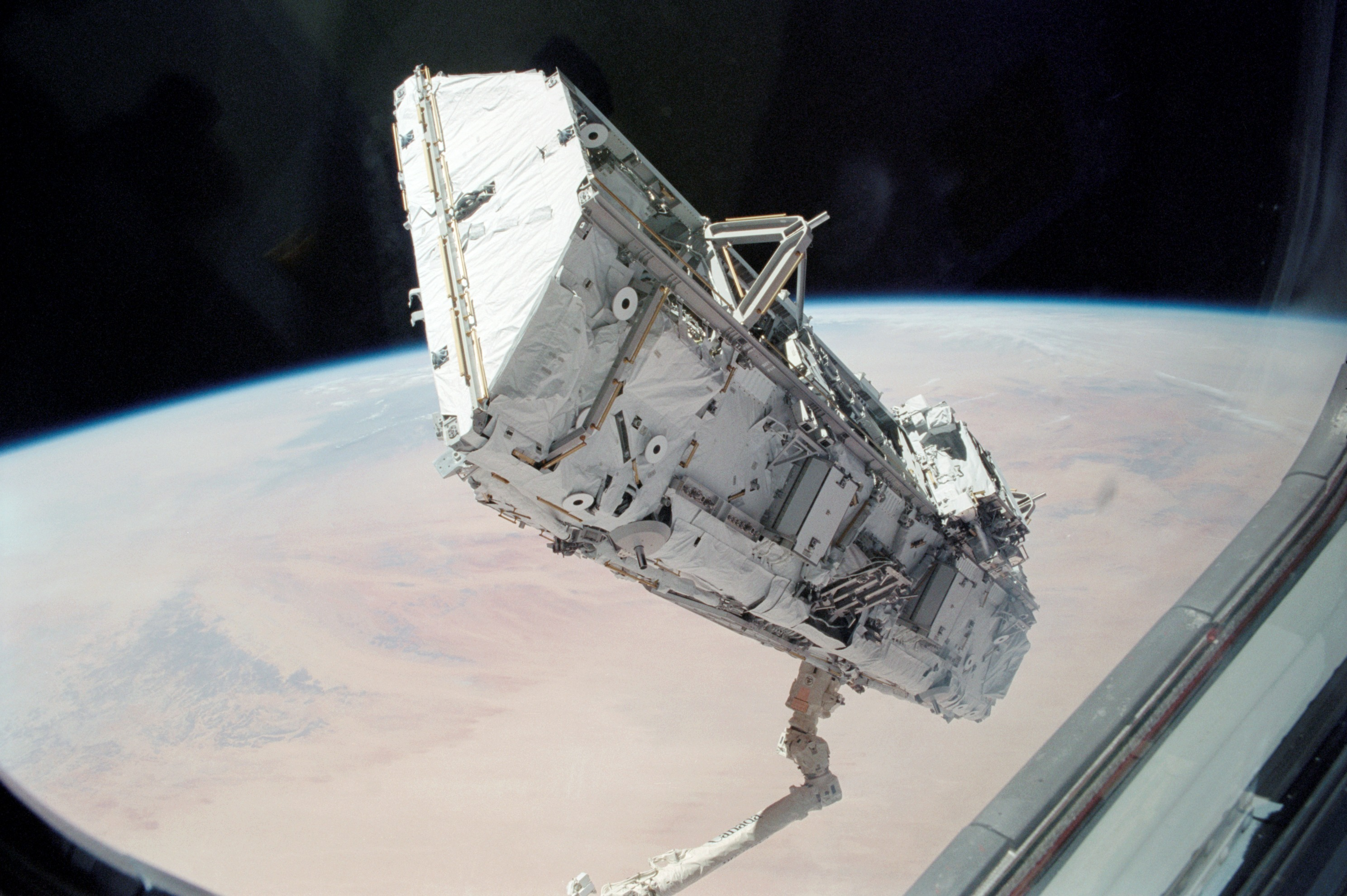
Strukturelement S0 am Robotarm Canadarm2

Starboard Zero Truss (S 0) ist das zentrale Segment der über 100 Meter langen Gitterstruktur der Internationalen Raumstation. Dabei handelt es sich um eine im Querschnitt trapezförmige, starre Leichtmetallkonstruktion mit zusätzlichen Querstreben, die über ausfahrbare Teleskopstützen mit dem Labormodul Destiny verbunden ist. Das Gitterelement S0 ist 13,20 Meter lang, 4,57 Meter breit, hat eine Masse von 12,6 Tonnen und besteht aus 5 einzelnen Buchten. Es verfügt außerdem über ein System zum automatischen Anschluss an Versorgungsleitungen (Energie, Daten, Kühlmittel), einen 6,40 Meter langen Radiator zur Abstrahlung überschüssiger Wärme (vor allem aus den Energiesystemen), eine transportable Arbeitsplattform, 4 GPS-Antennen zur Positionsbestimmung der Station, ein davon unabhängiges System aus zwei Messkomplexen mit je 3 Ringlaserkreiseln, die Beschleunigungen in allen drei Achsen bestimmen und über Computer die Position der Station berechnen, einen Detektor für geladene Partikel, vier Energie-Umschalteinheiten, zwei Stromkreis-Unterbrecher, drei Halogen-Scheinwerfer, zwei unabhängige Steuersysteme zur Fernbedienung der wichtigsten Funktionen, eine Vielzahl von Versorgungskabeln mit automatischen Anschlussvorrichtungen sowie den mobilen Transporter (MT).
Dieser ist eine Aluminiumkonstruktion, 2,74 Meter lang, 2,62 Meter breit und 97 Zentimeter hoch. Er hat eine Masse von 885 kg und läuft auf Schienen entlang der Gitterstruktur. Eine komplexe Software übernimmt die Steuerung der 20 Motoren zum Fahren, Feststellen und Anschließen der Energiekupplungen. Dem mobilen Transporter stehen mittlerweile 10 Andockstellen auf den einzelnen Gittersegmenten zur Verfügung. Zwischen Schiene und Transporter herrscht im festgestellten Zustand eine Anpresskraft von etwa 30 Kilonewton. Die maximale Nutzlast liegt bei 20,9 Tonnen. Für die Verbindung der einzelnen Segmente der Gitterstruktur existiert ein spezielles Segment to Segment Attachment System. Für jede Verbindung gibt es einen fernbedienbaren Fangriegel, der beide Elemente zunächst locker verbindet, danach aber festgezogen wird. Außerdem greifen dann vier motorgetriebene Bolzen, die zusätzlich gesichert werden.
Am 12. April und an den folgenden Tagen wurden Ausrüstungsgegenstände, Experimente und Versorgungsgüter (ca. 1000 kg) sowie Wasser (ca. 730 kg) und Atemgase (ca. 100 kg) in die Station transportiert. Die Ergebnisse einiger Experimente nahmen den entgegengesetzten Weg. Außerdem wurden mehrere Pressekonferenzen abgehalten. In drei Stufen wurde die Bahn des Orbitalkomplexes mit den Triebwerken der Atlantis um etwa 10 km angehoben. Die Hauptrolle spielten aber auch weiterhin die Außenbordarbeiten.
Am 13. April verließen die Astronauten Morin und Ross die Station für 7 Stunden und 30 Minuten. Sie befestigten zwei weitere Streben zwischen S0 und dem Labormodul Destiny. Danach demontierten sie Schutzpaneele und Klammern, die zur Stabilisierung der Gitterstruktur während des Starts dienten und installierten eine zweite Versorgungsleitung für den mobilen Transporter. Ein verklemmter Bolzen in einem Kabeltrenner für Notfälle konnte auch bei den darauf folgenden Ausstiegen nicht gelöst werden.
Beim dritten Außenbordeinsatz durch Smith und Walheim am 14. April (Dauer: 6:17 h) wurden eine Halteklaue demontiert, Strom-, Daten- und Videokabel verlegt, Halterungen und Thermoabdeckungen vom mobilen Transporter entfernt sowie Kabelverbindungen am Manipulatorarm der Station rekonfiguriert. Dadurch soll das Andocken an den Haltepunkten des mobilen Systems erleichtert werden.
Am folgenden Tag wurde der mobile Transporter getestet. Er bewegte sich mit einer Geschwindigkeit von etwa 2 Zentimetern pro Sekunde zwischen den beiden Versorgungspunkten von S0 hin und her. Das Verankern des flachen Schlittens und das Andocken der Kabel an den Versorgungspunkten wurde durch Einzelbefehle manuell ausgelöst, da das automatische System versagte. Offenbar erkannten die magnetischen Sensoren die auf der Schiene angebrachten Markierungen nicht. Durch eine Modifikation der Software konnte später dieses Problem gelöst werden.
Am 16. April arbeiteten schließlich Morin und Ross noch einmal für 6 Stunden und 37 Minuten im All. Dabei montierten sie eine etwa 4,5 Meter lange Leiter zwischen dem Ausstiegsmodul Quest und dem Gitterelement S0 und installierten mehrere Halogenscheinwerfer auf Unity und Destiny, die das künftige Arbeitsfeld besser ausleuchten als die bisherigen Lampen. Anschließend brachten sie eine Arbeitsplattform an, installierten Stoßdämpfer an beiden Enden des mobilen Transporters und montierten mehrere Halterungen auf S0. Zu den bewältigten Aufgaben gehörten auch die Tests elektrischer Konverter, das Lösen einer Abdeckung an einer der vier GPS-Antennen auf S0 sowie die fotografische Dokumentation der Arbeiten. Unerledigt blieb der Test eines Gasanalysegerätes.
Nach der Abkopplung am 17. April (16:31 Uhr UTC) umflog die Atlantis die Station. Dies geschah, um die Fortschritte fotografisch zu dokumentieren. Nach einer wohlverdienten Ruhepause wurde die Landung des Raumtransporters vorbereitet. Die Raumfähre Atlantis landete schließlich am 19. April auf einer Betonpiste in Florida.